# فیلیپ لیکاک
فیلیپ لیکاک (انگلیسی: Philip Leacock؛ ۸ اکتبر ۱۹۱۷ – ۱۴ ژوئیهٔ ۱۹۹۰) کارگردان و تهیه‌کننده فیلم اهل بریتانیا بود. برادر او ریچارد لیکاک یک مستندساز است.
از فیلم‌ها یا مجموعه‌های تلویزیونی که وی در آن‌ها نقش داشته است، می‌توان به دود اسلحه و سیمارون اشاره نمود.